# Trélon
Trélon là một xã trong vùng Hauts-de-France, thuộc tỉnh Nord, quận Avesnes-sur-Helpe, tổng Trélon. Tọa độ địa lý của xã là 50° 03' vĩ độ bắc, 04° 06' kinh độ đông. Trélon nằm trên độ cao trung bình là 250 mét trên mực nước biển, có điểm thấp nhất là 170 mét và điểm cao nhất là 251 mét. Xã có diện tích 39,15 km², dân số vào thời điểm 1999 là 2828 người; mật độ dân số là 72 người/km².

## Thông tin nhân khẩu
| 1962  | 1968  | 1975  | 1982  | 1990  | 1999  |
| ----- | ----- | ----- | ----- | ----- | ----- |
| 3 200 | 3 214 | 3 438 | 3 166 | 2 923 | 2 828 |

## Địa điểm tham quan
- Viện bảo tàng thủy tinh (Musée sur le verre)
- Maison de maître (1786)
- Maison Ténart (1936)